# یواس‌اس فلاگ (۱۸۶۱)
یواس‌اس فلاگ (۱۸۶۱) (به انگلیسی: USS Flag (1861)) یک کشتی بود که طول آن ۱۹۳ فوت (۵۹ متر) بود. این کشتی در سال ۱۸۶۱ ساخته شد.